# Sinfonía n.º 8 (Mozart)

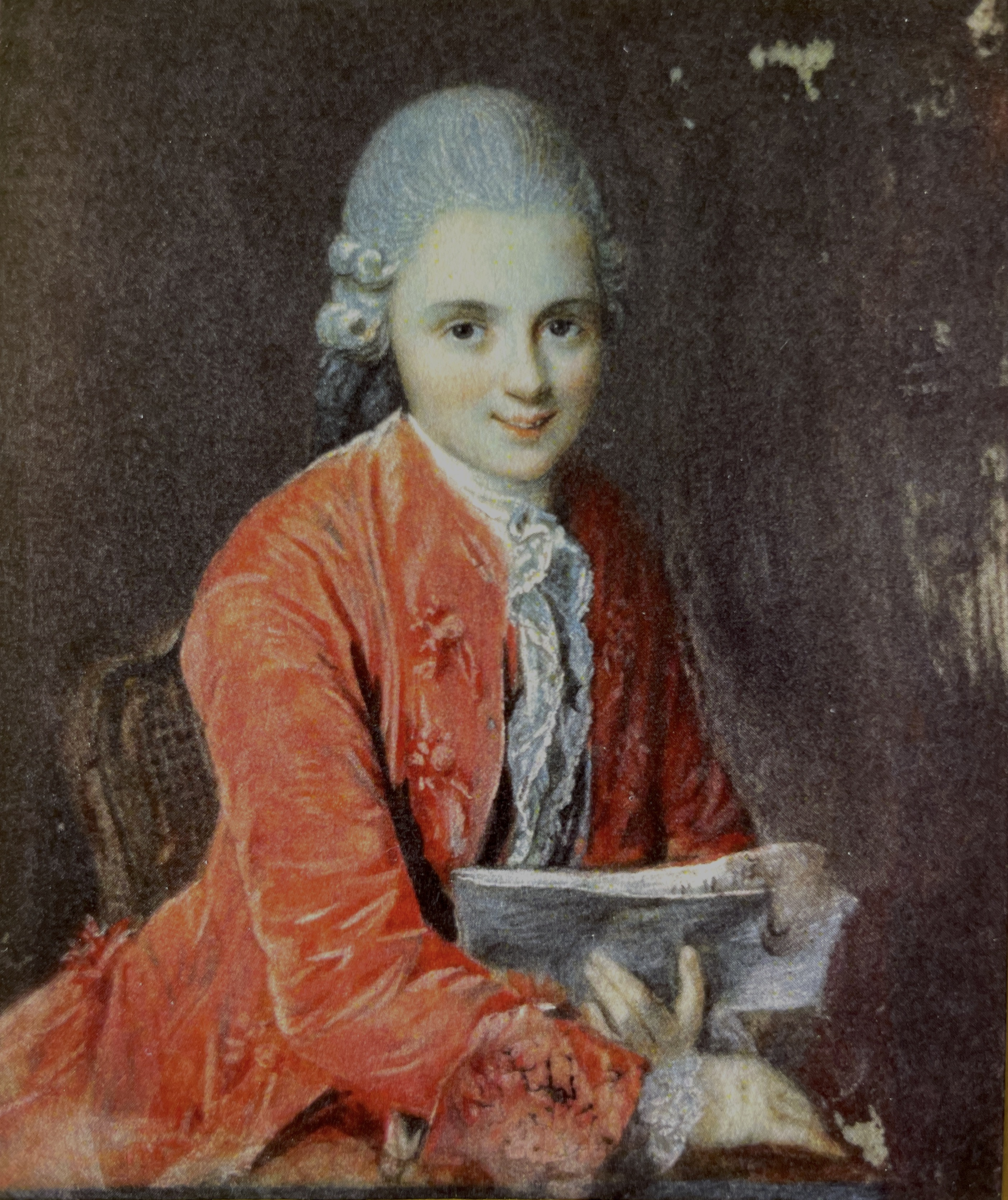
Mozart en 1768.

La Sinfonía n.º 8 en re mayor, K. 48 fue compuesta por Wolfgang Amadeus Mozart y está fechada el 13 de diciembre de 1768, cuando el compositor tenía doce años.

## Historia

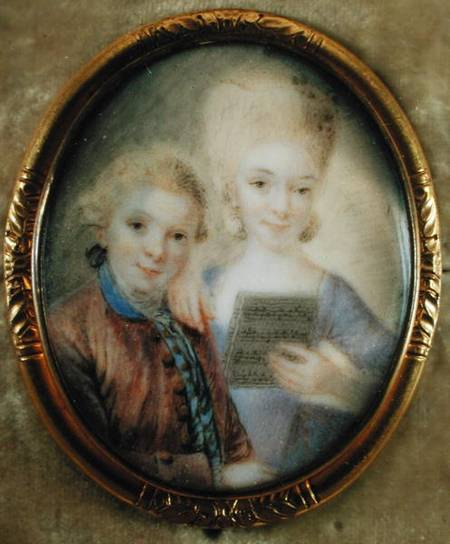
Wolfgang y Nannerl hacia 1763.

### Contexto
La carrera de Mozart como sinfonista había empezado en Londres durante el gran viaje de la familia Mozart por Europa entre junio de 1763 y noviembre de 1766. El padre Leopold Mozart planeó la gira para exhibir a sus prodigiosos hijos, Wolfgang y Nannerl en las principales cortes europeas. Tras pasar por Alemania, Bélgica y Francia, la familia llegó a Londres en abril de 1764 y el día 27 se presentó en la corte de Jorge III. La extraordinaria impresión que causó la destreza de los niños con el teclado en los numerosos conciertos que ofrecieron está bien documentada. En ese tiempo Wolfgang compuso sus primeras obras del género, que tenían una deuda sustancial con las sinfonías de estilo galante italianizante en tres movimientos de Carl Friedrich Abel y Johann Christian Bach; también escuchó las sinfonías de compositores relevantes como Thomas Arne, William Boyce y Giuseppe Sammartini.
Regresaron a Salzburgo tras tres años y medio de gira. Leopold no tardó en hacer nuevos planes para dar a conocer a sus hijos en Viena, donde Mozart, de seis años, ya había actuado para la corte de la emperatriz María Teresa. El 15 de septiembre de 1767 la familia llegó a la capital y cuatro semanas después estalló en Viena una epidemia de viruela que les obligó a refugiarse en la localidad morava de Olomouc. Esta huida también incluyó una estancia en Brno, donde el conde de Schrattenbach organizó un concierto. Las precauciones de Leopold fueron en vano, ya que sus dos hijos contrajeron la viruela (véase Mozart y la viruela). Aprovechando un permiso de su trabajo en Salzburgo, Leopold y sus hijos pasaron en Viena varios meses durante 1768.

### Composición
La composición de esta obra se desarrolló a finales de 1768 en Viena, en el momento en que la familia estaba a punto de regresar a Salzburgo. No se han encontrado registros de encargos, informes de interpretaciones o correspondencia que mencionen la obra, y parece extraño que Mozart escribiera una obra tan impresionante a finales de 1768, justo antes de abandonar Viena para ir a Salzburgo. Neal Zaslaw sospecha que la pieza, con sus festivas trompetas y timbales, fue compuesta en realidad para un triunfal (pero no documentado) concierto de despedida antes de abandonar Viena. La partitura autógrafa se conserva en la actualidad en la Staatsbibliothek Preussischer Kulturbesitz de Berlín.

### Estreno y publicación
No se sabe con certeza la fecha y el lugar en que tuvo lugar el estreno de la sinfonía.
La primera edición fue llevada a cabo en 1879 por la editorial Breitkopf & Härtel en Leipzig, que publicó bajo la denominación Wolfgang Amadeus Mozarts Werke, Serie VIII, No. 8 tanto las partes como la partitura completa.

## Instrumentación
La partitura está escrita para una orquesta formada por:
- Viento madera: 2 oboes y [1 fagot].
- Viento metal: 2 trompas en re y 2 trompetas en re.
- Percusión: timbales (afinados en re y la).
- Teclado: [clavecín].
- Cuerda: una sección de cuerdas con 2 violines (primero y segundo), viola, violonchelo y contrabajo.

La inclusión de trompetas y timbales es inusual en las sinfonías tempranas de Mozart, habiendo sido descrita como un "trabajo ceremonial". En las orquestas de aquella época era una práctica común emplear el fagot y el clavecín, si estaban presentes en la orquesta, para reforzar la línea del bajo o bien como continuo, incluso sin notación separada.

## Estructura y análisis
La sinfonía consta de cuatro movimientos:
- I. Allegro, en re mayor 3
4
- II. Andante, en sol mayor 2
4
- III. Menuetto – Trio, en re mayor 3
4
- IV. Molto allegro, en re mayor 12
8

La interpretación de esta obra dura aproximadamente entre 10 y 15 minutos. A su llegada a Viena el joven Wolfgang hizo un esfuerzo consciente por adaptar su estilo sinfónico a los gustos del público vienés, lo cual se manifestó en la adopción de la estructura en cuatro movimientos en lugar de los tres de sus sinfonías tempranas. Este cambio se aprecia ya desde la Sinfonía n.º 6 de 1767, seguida de la Sinfonía n.º 7 de principios de 1768. La Sinfonía n.º 8 de finales de 1768 incorpora aún más ampliamente los gustos vieneses, además de la estructura.

### I.Allegro
El primer movimiento, Allegro, está escrito en la tonalidad de re mayor, en compás de 3/4 y sigue la forma sonata. Se trata del primer tratamiento exhaustivo de la forma sonata-allegro en el catálogo sinfónico de Mozart. Se abre con saltos descendentes en los violines, seguidos de escalas. Estos conjuntos de figuras se alternan entre las cuerdas y los vientos. El tema inicial es melódicamente sencillo pero dramático desde el punto de vista dinámico, con grandes saltos y cambios repentinos entre forte y piano. Contrasta con un tema secundario más delineado y variado desde la perspectiva rítmica. La extensa sección de desarrollo marca un hito en la evolución del enfoque formal del compositor, con una recapitulación que completa la estructura.

### II.Andante
El segundo movimiento, Andante, está en sol mayor y en compás de 2/4. Se inicia con un ámbito melódico estrecho que se expande hasta la conclusión. Como es habitual, descansan aquí las maderas, los metales y los timbales, que habían añadido un color distintivo y enérgico al Allegro inicial. El movimiento lento está escrito solo para cuerdas, que transmiten un lirismo lastimero a través de cuidadosas articulaciones de sus motivos de notas vecinas con puntillo y secuencias descendentes de notas ascendentes.

### III.Menuetto–Trio
El tercer movimiento, Menuetto – Trio, está en re mayor y el compás es 3/4. El minueto es refinado y contiene rápidos pasajes de cuerda e incluye trompetas y timbales, pero no en el trío.

### IV.Molto allegro
El cuarto y último movimiento, Molto allegro, retoma la tonalidad inicial y el compás es 12/8. El Finale presenta un carácter danzado de giga, con tímidas notas de gracia y su ágil compás de 12/8. El tema principal no cierra el movimiento, lo cual resulta muy inusual.